# 瑞安·柯恩

瑞安·柯恩（Ryan Cohen） （生于1985年或1986年）是加拿大企业家和维权投资者。 他于2011年创立了电子商务公司Chewy，并担任该公司的首席执行官直至2018年。柯恩目前是GameStop的董事长。
柯恩出生于蒙特利尔的一个犹太家庭。 他从未上过大学，他将经营一家玻璃器皿公司的父亲作为他追求创业之路的主要灵感来源。他的父亲于2019年12月去世。 

## 职业
15岁时，柯恩开始了其第一笔生意，透过向各种电子商务网站收取推荐费用。2011年，25岁時，柯恩以MrChewy的原名创立了Chewy。 柯恩稱他选择宠物类别的灵感来自于他为他的贵宾犬Tylee购物的经历。 他引用经营玻璃器皿进口业务的父亲Ted作为导师。  柯恩说，由于需要资金，他最初接触了100多家风险投资公司，但都被拒绝了。   2013年，柯恩以1500万美元从Volition Capital获得了公司的第一笔外部投资。 到2016年，他已经从贝莱德和普徠仕New Horizons Fund等投资者筹集了资金。 那一年，该公司的销售额为9亿美元，并成为排名第一的在线宠物零售商。 到2017年，他筹集了3.5亿美元，并正在为首次公開募股（IPO）做准备。 
2017年4月，PetSmart以33.5亿美元的价格收购了Chewy，这是有史以来最大的电子商务收购案。 那一年，《財富》雜誌将柯恩评为“40位40歲以下精英” 之一，Vox也将他列入Recode 100名单。 柯恩在收购后仍担任首席执行官，主要作为PetSmart的独立部门运营该业务。 2018年，他的业务增长到 35 亿美元的收入，之後辞去首席执行官一职，以追求个人目标并与家人共度时光。 2019年6月，Chewy以87亿美元的估值上市。 
2021年1月，柯恩与两名Chewy高管一起加入了GameStop董事会。柯恩还被任命为董事长，领导一个负责全公司转型的新委员会。 柯恩的任命引发了股市反弹；两周内，该股上涨了1,500%。 从那时起，柯恩在GameStop的多项变革中发挥了重要作用， 包括致多名高管和十名董事会成员的离职， 以及聘请亚马逊和Chewy的多名高管担任领导职务。 年度股东大会后，他成为董事长。  

### 投资
於出售Chewy之后，柯恩对Apple进行了大量投资，使他成为这家科技公司最大的个人股东，拥有155万股（截至2020年8月31日，拆分调整后的股票为620万股）。  
2020年9月，柯恩披露了GameStop近10%的股份， 使他成为该公司最大的个人投资者。后来通过向美国证券交易委员会提交的修订后的13D文件，这一比例在2020年12月17日增加到 12.9%。 根据这些文件，柯恩的公司RC Ventures表示愿意更多地参与公司，以“为所有股东创造最好的结果。” 
2022年3月，据披露，柯恩透过其投资公司RC Ventures LLC持有Bed Bath & Beyond近 10%的股份。 8月15日至18日期间，他的公司出售了所有股票，共计945万股。 利润估计为6800万美元。 

## 司法訴訟
柯恩于2022年8月24日在联邦诉讼中被点名，罪名是涉嫌欺诈计划，人为抬高 Bed Bath & Beyond公开交易股票的价格。该诉讼指控柯恩与公司首席财务官Gustavo Arnal密谋发布“欺诈性和误导性的美国证券交易委员会文件”。它在集体诉讼中要求赔偿12亿美元。  